# Georges Cuvier
Aquest autor és citat en taxonomia animal amb el nom «Cuvier».

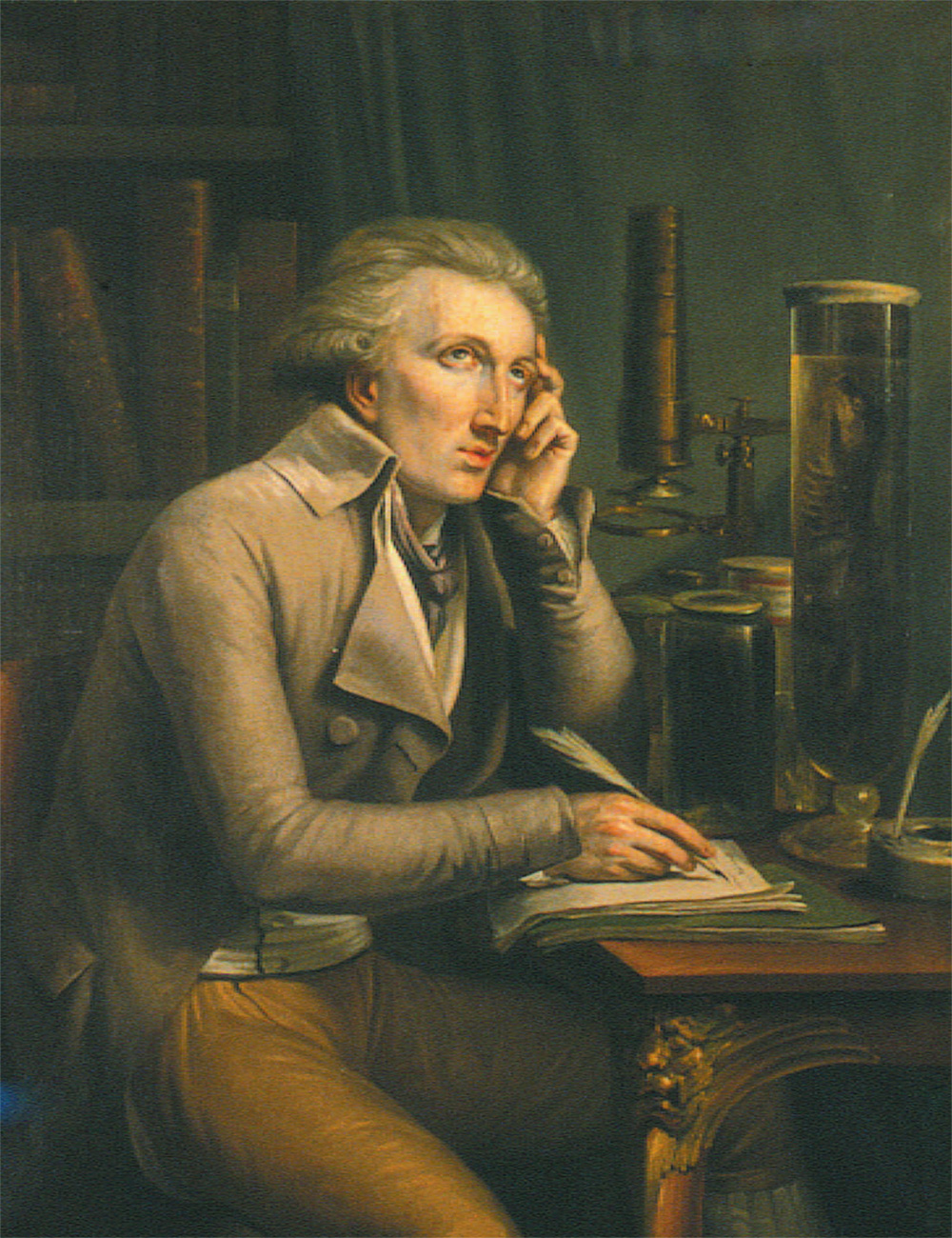
Georges Cuvier, retratat per Mathieu-Ignace van Brée.

Georges Léopold Chrétien Frédéric Dagobert, Baró de Cuvier (Montbéliard, 23 d'agost de 1769 - París, 13 de maig de 1832), fou un naturalista i paleontòleg francès.
Cuvier va ser el primer gran promotor de l'anatomia comparada i de la paleontologia. Va ocupar diferents llocs d'importància en l'educació nacional francesa a l'època de Napoleó i durant la restauració dels Borbons. Va ser nomenat professor d'anatomia comparada del Museu d'Història Natural de París. En el seu moment va ser molt seguida la seva polèmica amb Jean-Baptiste Lamarck, a qui va ridiculitzar en diverses ocasions per les seves teories evolucionistes, precursores de les de Charles Darwin.
El Baró de Cuvier també va propagar el concepte de catastrofisme geològic que, mitjançant l'estudi comparat dels restos ossis de mamífers actuals i les formes fòssils dedueix que els organismes extints havien estat exterminats per alguna catàstrofe geològica i, posteriorment, havien estat reemplaçats per els organismes que es trobaven en l'actualitat.